# Randall Wray
Larry Randall Wray (19 giugno 1953) è un economista statunitense, tra i principali autori della Teoria della Moneta Moderna.

## Biografia
È professore di Economia presso l'Università del Missouri-Kansas City a Kansas City dal mese di agosto 1999 e prima di insegnarvi è stato visiting professor presso l'Università di Roma "La Sapienza" (Italia), presso l'Università di Parigi (Francia) e presso l'UNAM di Città del Messico. È Senior Scholar al Levy Economics Institute del Bard College ed è stato studente di Hyman Minsky. I suoi studi economici sono incentrati su macroeconomia, instabilità finanziaria, politica per l'occupazione ed è autore di diversi libri tra cui The Key to Full Employment and Price Stability, Money and Credit in Capitalist Economies e Modern Money Theory: A Primer on Macroeconomics for Sovereign Monetary Systems.
Il testo "La Teoria della Moneta Moderna: Introduzione alla Macroeconomia dei Sistemi Monetari Sovrani“ è stato redatto inizialmente sotto forma di serie di blog sul sito statunitense New Economic Perspectives tra il 6 giugno 2011 e il 27 giugno 2012.